# زورایر خالاپیان

زورایر یرواندی خالاپیان (ارمنی: Զորայր Երվանդի Խալափյան؛ زادهٔ ۱ اوت ۱۹۳۳ - درگذشته ۱۸ اوت ۲۰۰۸) یک نویسنده، رمان‌نویس، و dramaturgist اهل ارمنستان بود.

## زندگی‌نامه
وی در ۱ اوت ۱۹۳۳ تالش، مارتاکرت به دنیا آمد و از دانشگاه دولتی ایروان فارغ‌التحصیل شد. وی در ۱۸ اوت ۲۰۰۸ در سن ۷۵ سالگی درگذشت.

## آثار
- The Knight and the Sword-bearer، (ایروان، ۲۰۰۳)
- آرای زیبا و شامیرام[الف]، (ایروان، ۱۹۹۸)
- واسیل کبیر، سزار [ب] (ایروان، ۱۹۹۵)
- Warm Comfort، (ایروان، ۱۹۷۹)
- Where Were You, Man of God? (مسکو، ۱۹۷۱)

## اقتباس‌ها از روی آثار وی
استودیوی آرمن‌فیلم در اقتباس تلویزیونی «?Where Were You, Man of God» از رمان وی استفاده نمود که نامزد دریافت ۵ جایزه از جمله بهترین فیلم و بهترین فیلمبرداری در «National Cinema Awards "HAYAK -2012"» شد و برنده سه جایزه بهترین فیلمنامه‌نویس، بهترین آهنگساز و بهترین بازیگر نقش اول زن شد.

## یادداشت
1. ↑  Ara the Beautiful and Shamiram
2. ↑  Vasil the Great, Armenian Byzantium Caesar or King of the Pitcher